# Prlov
Prlov – gmina w Czechach, w powiecie Vsetín, w kraju zlińskim. Według danych z dnia 1 stycznia 2012 liczyła 540 mieszkańców.

Dawne zabudowania z Prlova - skansen w Rožnovie pod Radhoštěm
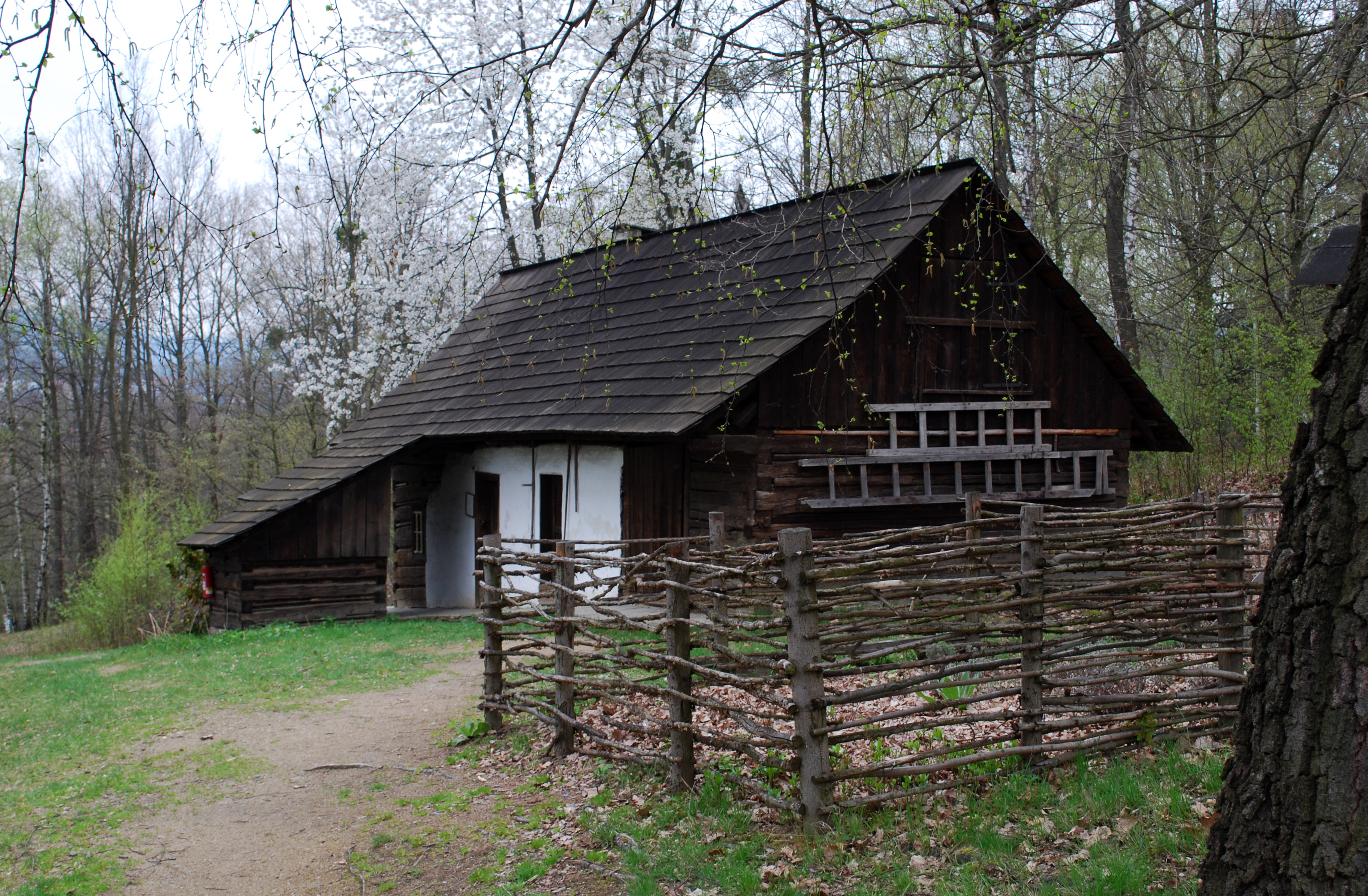
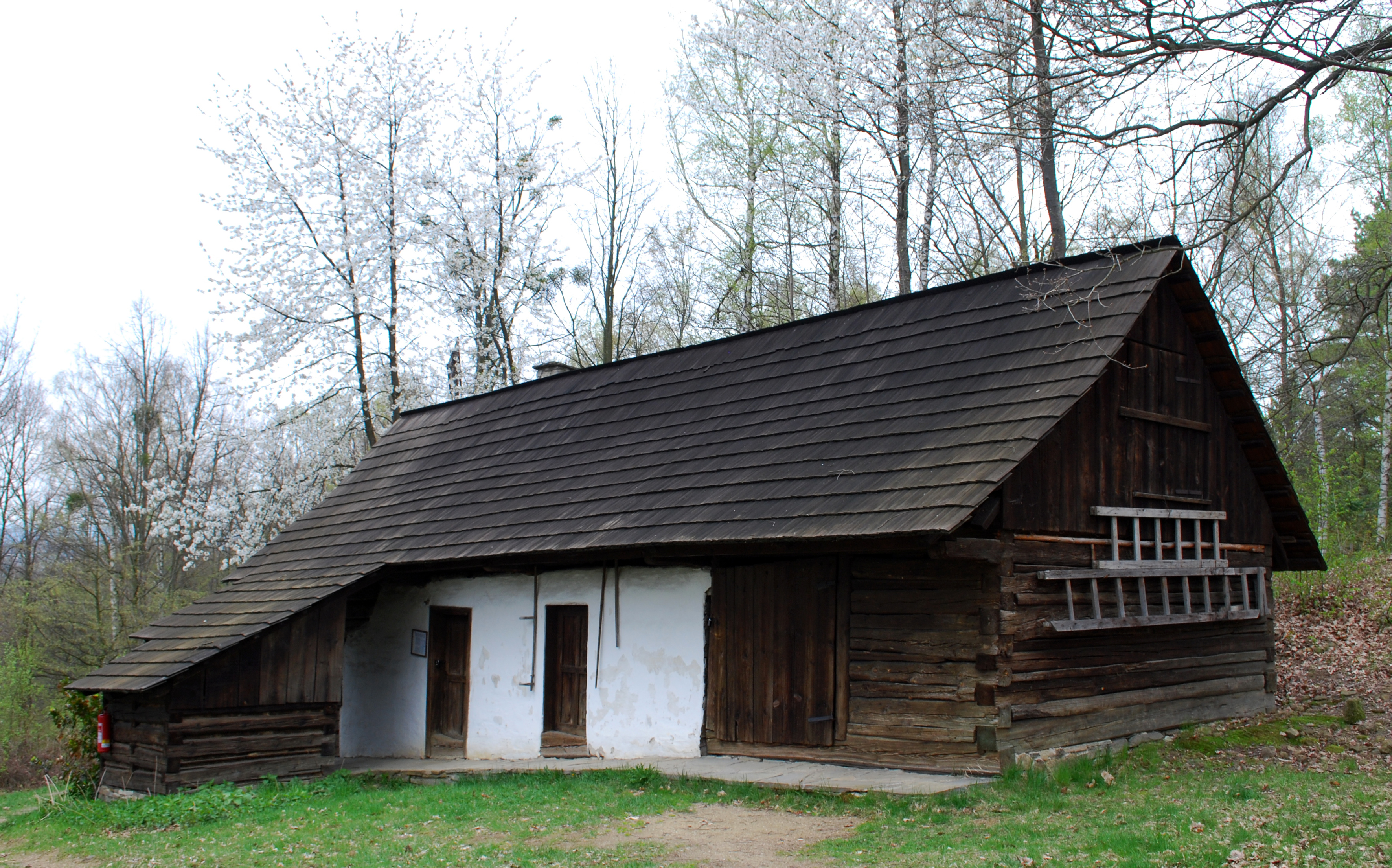